# Męczeństwo św. Erazma
Męczeństwo św. Erazma – obraz francuskiego malarza Nicolasa Poussina w zbiorach Pinakoteki Watykańskiej.
Obraz został zamówiony w 1628 roku przez kardynała Francesca Barberiniego, wpływowego nepota papieża Urbana VIII oraz mecenasa sztuki. Dzieło miało ozdabiać kaplicę poświęconą św. Erazmowi znajdująca się w prawym ramieniu transeptu bazyliki św. Piotra w Watykanie.

## Opis obrazu
Poussin namalował ogromną scenę męczeńskiej śmierci Erazma. Według jednych z legend, za czasów panowania cesarza rzymskiego Dioklecjana, za odmowę złożenia czci pogańskiemu bożkowi, miał ponieść śmierć w wyniku tortur. Na pierwszym planie artysta umieścił świętego leżącego na ławie. Oprawca wyciąga z jego wnętrzności jelita i nakręca na kołowrót. Mimo tak drastycznej sceny z ciała skazańca nie wypływa krew, nie ma śladu bólu i cierpienia. Poussin, jako prekursor klasycyzmu, przedstawił widzowi scenę okrutną, ale łatwą do przyswojenia, bez dramatyzmu, gwałtowności ekspresji, ale za to pełną harmonii i zachowania klasycznego piękna idealnych proporcji.
Wokół głównej sceny można znaleźć jeszcze elementy barokowej kompozycji i jego przepychu. Erazm leży na ornacie w kolorze czerwieni, który ma zastępować potoki krwi z otwartej rany. Ornat jest również symbolem ofiary Chrystusa na krzyżu. Wśród fałd znajduje się biała biskupia mitra. Wokół torturowanego skupia się tłum ciekawskich gapiów. Obserwują oni męczennika, dziwiąc się brakiem jego reakcji i oczekując dalszych wydarzeń. Po lewej stronie, w białej szacie, stoi kapłan wskazujący palcem na posąg Herkulesa. Prawdopodobnie nakazuje Erazmowi oddanie czci rzymskiemu bogowi. W obliczu odmowy i braku reakcji żołnierz stojący za kapłanem nakazuje kolejne dokręcenie kołowrotka. Spogląda on przy tym na jednego z oprawców trzymającego korbę. On również patrzy na żołnierza. Jest to jedyny kontakt pomiędzy przedstawionymi postaciami.
Wobec tych wydarzeń twarz Erazma jest niewzruszona, jakby nieobecna. Patrzy on w górę, tam gdzie jest jego Bóg. Jego przedstawicielami są dwa małe barokowe putta trzymające gałązkę palmową oraz dwa wieńce z białych kwiatów i liści laurowych. Palma jest symbolem męczeństwa wszystkich męczenników i oznacza ich zwycięstwo.
W 1739 roku, Pietro Paolo Cristofari wykonał mozaikową kopię obrazu Poussina, która znajduje się w ołtarzu bazyliki watykańskiej.